# District de Chililabombwe
Le district de Chililabombwe est un district de Zambie, situé dans la province du Copperbelt. Sa capitale se situe à Chililabombwe. Selon le recensement zambien de 2000, le district a une population de 67 533 personnes. La ville est proche de la ville congolaise de Kasumbalesa, et du passage de frontière routier et ferroviaire avec le Katanga.